# Buková u Příbramě
Buková u Příbramě település Csehországban, a Příbrami járásban. Buková u Příbramě Hostomice, Rosovice, Pičín és Kotenčice településekkel határos. Lakosainak száma 458 fő (2024. január 1.).

## Népesség
A település lakosságának változását az alábbi diagram mutatja:
| Lakosok száma | 426  | 407  | 423  | 288  | 331  | 304  | 363  | 375  | 436  | 458  |
|               | 1869 | 1890 | 1921 | 1950 | 1980 | 2001 | 2017 | 2019 | 2022 | 2024 |